# أسامي إيماي
أسامي إيماي (باليابانية: 今井 麻美) هي مؤدية أصوات ومغنية يابانية ولدت في 16 مايو 1977 في طوكيو.

## الأعمال

### مسلسلات أنمي
| السنة   | العنوان                      | الدور            | م.                  |
| ------- | ---------------------------- | ---------------- | ------------------- |
| 2001    | لمسة                         | فتاة             | [ 6 ] [ 7 ]         |
| 2002    | حارسة ندى الصباح             | كوكيكو سونودا    | [ 7 ]               |
| 2002    | جت باكرز                     | الممرضة          | [ 7 ]               |
| 2004    | أيام ميدوري                  | العشاق           | [ 7 ]               |
| 2008    | فتاة الجحيم                  | موموتا ماساكو    | [ 7 ]               |
| 2010    | أميرة القناديل               | طالبة            | [ 7 ]               |
| 2011    | شتاينز؛غيت                   | كريس ماكيس       | [ 6 ] [ 8 ]         |
| 2011    | سيكاي-إيتشي هاتسوكوي         | مدير الطلبات     | [ 7 ]               |
| 2012    | الحب والانتخابات والشوكولاتة | ميتشيرو موريشيتا | [ 7 ] [ 9 ]         |
| 2014–15 | نوراغامي                     | مايو             | [ 7 ] [ 10 ] [ 11 ] |
| 2019    | شوميتسو توشي                 | تسوكي            | [ 12 ]              |

### أفلام أنمي
| السنة | العنوان                            | الدور                      | م.           |
| ----- | ---------------------------------- | -------------------------- | ------------ |
| 2011  | في غابة اليراعات المضيئة           | الطفل المقنع (الأخ الأصغر) | [ 7 ] [ 13 ] |
| 2013  | ستاينز؛غيت: فوكا ريويكي نو ديجا فو | كريس ماكيس                 | [ 7 ]        |

### ألعاب الفيديو
- آيدولماستر - تشيهايا كيساراغي
- آيدولماستر 2 - تشيهايا كيساراغي
- آيدولماستر شايني فيستا - تشيهايا كيساراغي
- آيدولماستر سندريلا جيرلز - تشيهايا كيساراغي
- آيدولماستر ميليون لايف! - تشيهايا كيساراغي
- آيدولماستر ون فور أول - تشيهايا كيساراغي
- كوربس بارتي - أيومي شينوزاكي
- كوربس بارتي Book of Shadows - أيومي شينوزاكي
- كوربس بارتي BLOOD DRIVE - أيومي شينوزاكي
- عشيقة (مؤقتة) - يوكيي ياتسوكا
- جوجوز بيزار أدفنتشر: أول ستار باتل - سيكس بيستولز
- سلسلة ألعاب بليزبلو
  - بليزبلو كالاميتي تريغر - تسوباكي يايوي
  - بليزبلو كونتينيوم شيفت - تسوباكي يايوي
  - بليزبلو كرونو فانتازما - تسوباكي يايوي، إيزايوي
- سلسلة ألعاب سينران كاغورا
  - سينران كاغورا بورست - إيكاروغا
  - سينران كاغورا: شينوفي فيرسيس - إيكاروغا
  - سينران كاغورا: بون أبيتي! - إيكاروغا
  - سينران كاغورا 2: ديب كريمزون - إيكاروغا
  - سينران كاغورا: إستيفال فيرسيس - إيكاروغا
  - سينران كاغورا: بيتش بيتش سبلاش - إيكاروغا
- سكالغيرلز - فالنتاين

## وصلات خارجية
- أسامي إيماي على موقع IMDb (الإنجليزية)
- أسامي إيماي على موقع ميوزك برينز (الإنجليزية)
- أسامي إيماي على موقع أول ميوزيك (الإنجليزية)
- أسامي إيماي على موقع ديسكوغز (الإنجليزية)
- أسامي إيماي على موقع قاعدة بيانات الفيلم (الإنجليزية)
- أسامي إيماي على موقع ANN person (الإنجليزية)